# 船尾座OW
船尾座OW，又名CD-36 3715，HD 60606、SAO 198130、HR 2911，是船尾座的一颗恒星，视星等为5.54，位于銀經249.85，銀緯-7.95，其B1900.0坐标为赤經7h 30m 13.9s，赤緯-36° -7.95′ 15″。